# San Marino nos Jogos Olímpicos de Verão de 1960
San Marino competiu nos Jogos Olímpicos de Verão pela primeira vez nos Jogos Olímpicos de Verão de 1960 em Roma, Itália.